# Zee Cine Award/Bester Nebendarsteller
Der Zee Cine Award Best Actor in a Supporting Role - Male (bester Nebendarsteller) ist eine Kategorie des indischen Filmpreises Zee Cine Award.
Der Zee Cine Award Best Actor in a Supporting Role - Male wird von der Jury gewählt und in der Verleihung preisgegeben. 
Abhishek Bachchan hat den Preis dreimal hintereinander gewonnen.

## Liste der Gewinner
| Jahr | Schauspieler        | Film                     | Deutscher Titel                 |
| ---- | ------------------- | ------------------------ | ------------------------------- |
| 1998 | Akshaye Khanna      | Border                   | —                               |
| 1999 | Manoj Bajpai        | Satya                    | —                               |
| 2000 | Anil Kapoor         | Taal                     | —                               |
| 2001 | Sunil Shetty        | Dhadkan                  | —                               |
| 2002 | Saif Ali Khan       | Dil Chahta Hai           | —                               |
| 2003 | Vivek Oberoi        | Company                  | Company – Das Gesetz der Macht  |
| 2004 | Saif Ali Khan       | Kal Ho Naa Ho            | Lebe und denke nicht an morgen  |
| 2005 | Abhishek Bachchan   | Phir Milenge             | —                               |
| 2006 | Abhishek Bachchan   | Sarkar                   | Sarkar                          |
| 2007 | Abhishek Bachchan   | Kabhi Alvida Naa Kehna   | Bis dass das Glück uns scheidet |
| 2008 | Govinda             | Partner                  | —                               |
| 2009 | keine Verleihung    |                          |                                 |
| 2010 | keine Verleihung    |                          |                                 |
| 2011 | Arjun Rampal        | Raajneeti                | —                               |
| 2012 | Farhan Akhtar       | Zindagi Na Milegi Dobara | Man lebt nur einmal             |
| 2013 | Nawazuddin Siddiqui | Talaash                  | —                               |
| 2014 | Rajkummar Rao       | Kai Po Che!              | —                               |